# Pilea involucrata
Pilea involucrata, известно и като растение за приятелството, e вид цъфтящо растение от рода пилея и семейство Копривови (Urticaceae). Родом е от Централна и Южна Америка.

## Описание
храстовидно изоставащо растение, което понякога се култивира, особено там, където може да се осигури висока влажност, например в терариум. Растението вирее най-добре на средна до висока интензивност на светлина; на температура 18 – 24 градуса по Целзий. Не се полива твърде често, за да не загние. Достига до 30 сантиметра височина и широчина.
Кореновата система и стеблата могат да причинят силно раздразнение на устата, устните и гърлото, ако се погълнат.